# 낙양백운산배
낙양백운산배 세계대회 우승자 초청전(중국어: “洛阳白云山杯”围棋世界冠军邀请赛)은 중국기사를 대상으로, 세계 대회 우승 경험이 있는 선수들이 참가하는 초청전이다.

## 상금
- 우승 18만위안(약 3000만원), 준우승 8만위안(약 1300만원), 공동 3위 5만위안, 5~8위 각 3만위안.

## 대국규정
- 제한시간은 따로 주지 않고 30초 안에 한 수씩 두어야 하며, 도중 1분 고려시간 10회를 사용할 수 있다.

## 역대우승자
| 회수 | 연도 | 우승     | 전적 | 준우승 |
| ---- | ---- | -------- | ---- | ------ |
| 1회  | 2015 | 커제     | 1-0  | 미위팅 |
| 2회  | 2016 | 탕웨이싱 | 1-0  | 커제   |